# Ubi amici, ibi opes
 Ubi amici, ibi(dem) opes лат. (изговор: уби амици, иби (дем) опес).  Гдје су пријатељи, тамо је богатство. (Плаут)

## Поријекло изреке
Ову изреку је смислио и изрекао један од нјавећих писаца  комедија у римској књижевности, Плаут.

## Тумачење
Плаутова духовитост и оштрица сатиричара присутни су и у овој његовој изреци. Он  каже да тамо гдје су паре увијек има и много пријатеља. Све је интерес. И „пријатељство“!